# Wiktor Wiechaczek

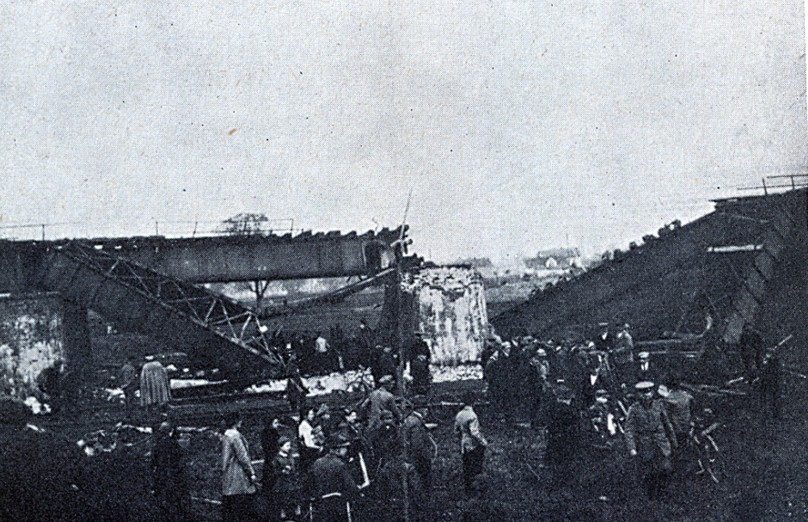
Most na Odrze w Szczepanowicach, wysadzony w ramach akcji „Mosty”, przy udziale Wiktora Wiechaczka.

Wiktor Wiechaczek, ps. „Oset” (ur. 10 października 1879 w Chebziu, zm. 3 czerwca 1941 w Oranienburgu) – górnik, działacz niepodległościowy i związkowy. Powstaniec śląski, kawaler Orderu Virtuti Militari.

## Życiorys
Po ukończeniu szkoły ludowej pracował najpierw w hucie cynku „Silesia” w Lipinach, później w kopalniach „Paweł” w Chebziu, „Matylda” w Lipinach i KWK Litander w Rudzie Śląskiej. W 1901 został wcielony do wojska pruskiego w garnizonie w Nysie, gdzie służył jako saper do 1903. Po zakończeniu służby wojskowej ponownie pracował w kopalni oraz działał w Zjednoczeniu Zawodowym Polskim. W 1913 wziął udział w strajku w kopalni „Paweł”, za co został zwolniony. Po wyrzuceniu z pracy przeniósł się do Chropaczowa i rozpoczął pracę w tamtejszej kopalni „Schlesien”.
Podczas I wojny światowej był w cesarskiej armii, walczył na froncie zachodnim. Po wojnie wrócił do Goduli. Był jednym z organizatorów placówki PPS oraz POW w Chropaczowie.
Brał udział we wszystkich trzech powstaniach śląskich. Wraz z Józefem Trojokiem był jednym z przywódców I powstania na terenie Chropaczowa, organizował też wiece w sprawie przyłączenia Śląska do Polski oraz był komendantem POW, a także komendantem Straży Gminnej w Chropaczowie. W II powstaniu walczył w szeregach 1 pułku Strzelców Bytomskich.
Od grudnia 1920 działał w Referacie Destrukcji. W trakcie III powstania śląskiego był członkiem Grupy Wawelberga, którą dowodził Tadeusz Puszczyński i dowódcą podgrupy „Północ”. Jednym z zadań w ramach akcji „Mosty” było wysadzenie 2 maja 1921 mostu na Odrze w miejscowości Szczepanowice koło Opola. Wiechaczek odznaczył się przy wysadzeniu mostu, konstruując specjalny zapalnik, który z narażeniem życia zamontował pod mostem.
Między innymi za tę udaną akcję został w 1922 odznaczony Srebrnym Krzyżem Orderu Wojskowego Virtuti Militari (nr 7840) oraz Krzyżem Niepodległości z Mieczami. W okresie międzywojennym mieszkał dalej w Chropaczowie i pracował na tamtejszej kopalni „Śląsk”. Działał w Związku Powstańców Śląskich.
3 maja 1940 aresztowano go i wysłano do obozu koncentracyjnego w Dachau, później do Sachsenhausen, gdzie zginął.
Imieniem Wiktora Wiechaczka nazwano ulicę w Świętochłowicach.